# Liège Basket in het seizoen 2019/20
Het seizoen 2019/2020 was het 20e jaar in het bestaan van de Luikse basketbalclub Liège Basket sinds de fusie in 2000. 

## Verloop
Luik speelde opnieuw met een grote Belgische kern nadat drie Amerikaanse spelers niet speelgerechtigd geraakten door financiële problemen. Op het moment dat de competitie werd stopgezet door de coronacrisis stond Luik laatste met maar een overwinning. In de beker kende Luik niet meer succes, in de achtste finale werd er verloren van Leuven Bears.

## Ploeg
Antwerp Giants ·
Kangoeroes Basket Mechelen ·
Leuven Bears ·
Liège Basket ·
Limburg United ·
Okapi Aalst ·
Oostende ·
Basic-Fit Brussels ·
Union Mons-Hainaut ·
Spirou Charleroi